# 개 인플루엔자
개 인플루엔자(canine influenza, dog flu)는 개과동물에서 발생하는 인플루엔자이다. 개 인플루엔자는 말인플루엔자 바이러스인 H3N8 같은 influenza virus A의 변종에 의해 발생하며 개에서 질병을 유발한다는 것을 2004년에 밝혀냈다. 이 바이러스에 노출된적이 없기 때문에 개에서 자연적 면역력은 없다. 따라서 개에서 빠르게 이 질환이 전파되었다. 개 인플루엔자는 미국에서 지역적으로 개가 있는 곳에서 풍토병 양상을 보였다. 이 질환은 높은 이환율을 보이지만, 치사율은 낮다. 2000년대에 아시아에서 새로운 형태가 발견되었고, 이형태가 미국에서 마찬가지로 유행하고 있다.

## 역사
매우 전염성높은 말 인플루엔자 A 바이러스(equie influenza A virus)는 2004년 1월 플로리다에서 호흡기질환으로 폐사한 그레이하운드 경주견에서 발견되었다. 개 경주에도 사용되는 경마장 트랙에서 노출 및 전염되었다. 개에서 인플루엔자 A 바이러스가 질환을 유발한다는 첫번째 증거였다. 하지만 1984년과 2004년사이 그레이하운드 경주견에서 채혈한 혈청을 2007년 개 인플루엔자 바이러스(CIV)에 대하여 테스트했을 때 1999년도에도 양성반응이 나타남을 보였다. CIV는 1999년과 2003년사이 경주견 사이에서 호흡기질환의 유행을 유발한 원인이었을 것으로 간주한다.
H3N8은 뉴욕주의 모든 품종의 개에서 유행한 개 독감의 원인이다. 2005년 1월부터 5월까지 10개주(아리조나, 아칸소, 콜로라도, 플로리다, 아이오와, 캔사스, 메사추세츠, 로드아일랜드, 텍사스, 웨스트버지니아)의 20개의 경견장에서 유행성을 보였다. 2006년 8월 와이오밍, 캘리포니아, 코네티컷, 델라웨어, 하와이 등 반려견을 포함하여 미국의 22개주에서 확진되었다. 미국의 3개주에서는 지속 발병형태로 CIV가 풍토병양상을 보인다: 뉴욕, 남부플로리다, 북부 콜로라도, 남부 와이오밍. 바이러스가 사람, 고양이, 다른종에 의해 전파된다는 증거는 없다.
1마리 개에서 H5N1 (조류 인플루엔자)에 감염된 오리고기를 섭취한 이후 폐사를 보인적이 태국에서 발생했었다.

## 바이러스
인플루엔자 A 바이러스는 외막이 있는 음성극성의 단일가닥 RNA 바이러스이다. 유전자 분석으로 H3N8은 말에서 개로 전이되었고, 유전자의 일부 변이로 인해 개에 적응된 것으로 보인다. 잠복기는 2-5일이며, 바이러스의 증식 배출은 증상이 시작된 이후로 7-10일이다. 지속적 보균형태로 남지는 않는다.

## 증상
H3N8에 감염된 80%의 개에서 증상이 나타나며, 일반적으로 가벼운 증상(나머지 20%는 무증상감염)을 보이며, 초기 유행시에는 그레이하운드의 치사율은 5-8%였으나, 일반 반려동물, 동물보호소에서는 1%미만의 치사율을 보였다. 가벼운 증상 형태는 10-30일정도 지속하는 기침과 녹색의 콧물이다. 더 심한 형태의 증상은 고열과 폐렴이다. 폐렴은 인플루엔자 바이러스에 의해 유발되지 않지만, 세균의 이차감염에 의해 발생한다. 이차감염에 의해 폐렴이 발생한 개에서 치사율은 적절한 치료가 없다면 50%에 이른다. 이 질환으로 죽은 개의 부검에서 심한 출혈성 폐렴과 혈관염의 징후가 관찰된다.

## 진단
다른 켄넬코프의 주요원인에 대한 예방접종을 한 개에서 상부호흡기 감염이 나타난 경우, 개 인플루엔자 감염의 가능성이 크며, 특히 이 질환이 나타난 적이 있는 지역에서는 더욱 그러하다. 개 인플루엔자 감염이 의심되는 개에서 혈청에서 이 바이러스에 대한 PCR검사를 통해 실험실에서 진단 가능하다.

## 예방접종
2009년 6월 미국농무부(USDA)의 동식물 검역소(animaland plant health inspection service: APHIS)에서 최초의 개 인플루엔자 백신을 승인하였다. 이 백신은 2주간격으로 2번, 매년 접종한다.

## H3N2 형태
개 인플루엔자의 2번째 형태가 2006년 대한민국과 중국남부에서 발견되었다. 이 바이러스는 조류 인플루엔자가 원형으로 변이된 H3N2 변종이다. 미국에서의 유행은 2015년 시카고에서 보고되었다. 이 유행은 2015년 봄과 여름 미국 여러주에서 나타났다. 2015 4월부터 인플루엔자 방어를 위해 실시했던 초기 바이러스주를 이용한 백신효과의 여부는 아직 검증되지 않았다.

## 같이 보기
- 조류 인플루엔자
- Equine influenza
- 인플루엔자
- 돼지 인플루엔자
- Cat flu

## 더 읽을거리
- A New Deadly, Contagious Dog Flu Virus Is Detected in 7 States The New York Times
- States that have identified dogs with CIV
- Canine Influenza from The Pet Health Library
- Canine Influenza from Veterinary Partner
- Canine Influenza Fact Sheet Center for Food Security and Public Health (CFSPH), Iowa State University College of Veterinary Medicine
- AVMA Backgrounder: canine influenza
- Dr. Cynda Crawford, Clinical Assistant Professor